# European Coalition to End Animal Experiments
European Coalition to End Animal Experiments (ECEAE) is een Europese organisatie die op geweldloze wijze strijdt voor dierenrechten en in het bijzonder voor een verbod op dierproeven. Een Dier Een Vriend is voorzitter van het Europese samenwerkingsverband tegen dierproeven. De focus ligt op dierproeven voor cosmetica en huishoudelijke producten en op experimenten met primaten. De ECEAE werd opgericht in 1990 door nationale en regionale organisaties tegen proeven op dieren. Van de ECEAE maken 18 dierenbelangenorganisaties uit diverse Europese landen deel uit. De ECEAE publiceert rapporten, voert geweldloze acties en campagnes en verricht lobbywerk tegen dierproeven in het Europees Parlement. Hierdoor ontstond in 2013 na een gezamenlijke meer dan 20-jaar durende Europese campagne het Europees test- handelsverbod op van op dieren geteste cosmetica in de Europese Unie. Sindsdien strijdt de coalitie voor een soortgelijk verbod op experimenten voor huishoud- en schoonmaakmiddelen met de naam 'Clean Up Cruelty'. In maart 2018 werd bij de 5-jarige viering van het verbod op experimenten voor cosmetica in Brussel met coalitiegenoten, Europarlementariërs en beroemdheden zoals actrice Joanna Lumley en zangeres Pixie Geldoff die aan de campagne hadden meegewerkt, een daaropvolgende 'UNite for Cruelty Free Cosmetics' campagne gelanceerd met het doel om via de Verenigde Naties een wereldwijd verbod op dierproeven voor cosmetica te realiseren.
Hun doel bereiken als pressiegroep bij de Europese Unie en door het publiek te informeren en sensibiliseren.

## Leden
- Asociacion Defensa Derechos Animal: Spaanse dierenrechtenorganisatie
- Animal: Portugese dierenrechtenorganisatie
- Animalia: Finse dierenrechtenorganisatie (1961)
- Ärzte gegen Tierversuche: Duitse organisatie van artsen die om wetenschappelijke redenen en vanwege veiligheid voor patiënten tegen dierproeven zijn (1979)
- British Union for the Abolition of Vivisection (BUAV)
- Deutscher Tierschutzbund: Duitse dierenrechtenorganisatie
- Djurens Ratt: Zweedse dierenrechtenorganisatie
- Dyrevernalliansen: Noorse dierenrechtenorganisatie (2001)
- Een DIER Een VRIEND: Nederlandse dierenrechtenorganisatie
- Forsøgsdyrenes Værn: Deense dierenrechtenorganisatie (1963)
- Global Action in the Interest of Animals, Belgische dierenrechtenorganisatie
- Irish Anti-Vivisection Society: Ierse dierenrechtenorganisatie
- Lega Anti Vivisezione: Italiaanse dierenrechtenorganisatie (1977)
- Ligue Suisse Contre la Vivisection: Zwitserse dierenrechtenorganisatie (1883)
- Menschen für Tierrechte: Duitse dierenrechtenorganisatie (1982)
- One Voice: Franse dierenrechtenorganisatie (1995)
- Prijatelji životinja: Kroatische dierenrechtenorganisatie
- Svoboda zvírat: dierenrechtenorganisatie
- VIVA!: Vegetarians International Voice for Animals

### Waarnemende leden
- ANIMA MUNDI: Macedonische dierenrechtenorganisatie
- Feniks: Servische dierenrechtenorganisatie (2009)
- Internationale Bund der Tierversuchsgegner: Oostenrijkse dierenrechtenorganisatie (1968)
- WCAPS: Hongaarse dierenrechtenorganisatie (1990)

### Dierproefvrij
Fabrikanten van schoonheids- en huishoudproducten die voor geen enkele markt dierproeven uitvoeren, kunnen het lidmaatschap van The Leaping Bunny Program aanvragen, wat hun het recht geeft om het keurmerk van Cruelty Free International te dragen op hun producten. Het logo verbeeldt een hippend konijn. The Leaping Bunny Program stelt wereldwijde standaarden op voor activiteiten en verkoop. Certificering kan in Nederland behaald worden via de stichting Een Dier Een Vriend, in België via GAIA en in de Verenigde Staten via The Coalition for Consumer Information on Cosmetics (CCIC) In 2013 waren meer dan 500 bedrijven gecertificeerd. Zowel op de Nederlandse als Belgische markt zijn ruim veertig daarvan actief.